# Oleksandr Moros

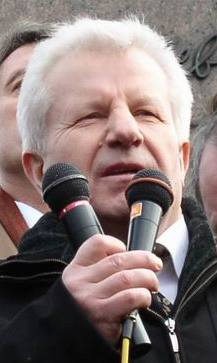
Oleksandr Moros im Jahr 2003

Oleksandr Oleksandrowytsch Moros (ukrainisch Олександр Олександрович Мороз, wiss. Transliteration Oleksandr Oleksandrovyč Moroz; * 29. Februar 1944 in Buda, Oblast Kiew) ist ein ukrainischer Politiker. Er war von 1991 bis 2010 Vorsitzender der Sozialistischen Partei der Ukraine (SPU) und war mehrmals Abgeordneter in der Werchowna Rada, sowie deren Präsident.

## Werdegang
Moros entstammt einer kinderreichen Familie aus dem Dorf Buda südlich von Kiew; sein Vater war Schreiner, seine Mutter Kolchosebäuerin. Er schloss 1965 die Landwirtschaftsakademie als Ingenieur/Mechaniker ab. Nach Ableistung seines Militärdienstes 1966 unterrichtete er bis 1974 am Technikum in Taraschtscha im Fachbereich Mechanisierung. 1974 bis 1976 arbeitete er in verschiedenen agrartechnischen Betrieben, 1976 als leitender Ingenieur im Kiewer Silhosptechnika (Сільгосптехніка). Im gleichen Jahr hatte er auch eine erste Parteifunktion in der Kommunistischen Partei der Ukraine (KPU) inne.
Bis 1983 studierte Moros an der Parteihochschule der KPU, die er als Politologe abschloss. In den Folgejahren war er als Gewerkschaftssekretär und in verschiedenen Parteifunktionen – meist in landwirtschaftlichen Arbeitsbereichen – tätig.
Seit 1990 wurde Oleksandr Moros viermal als Listenkandidat seiner Partei in die Werchowna Rada, das ukrainische Parlament, gewählt; in den Jahren 1994 bis 1998 als deren Vorsitzender. 1994, 1999 und 2004 nahm er als Kandidat an den Präsidentschaftswahlen teil und kam jeweils auf den dritten Platz, mit 13,04 Prozent, 11,29 Prozent und zuletzt 5,81 Prozent im Jahr 2004. Von 1994 bis 1996 war er außerdem stellvertretender Vorsitzender der Verfassungskommission.
Seit dem 3. August 2004 ist Moros Vorsitzender der Bürgervereinigung Schutz der Kriegskinder (Захист дітей війни).
Moros war jahrelang ein entschiedener Gegner von Präsident Leonid Kutschma; im Jahr 2000 veröffentlichte er Tonbänder, die Kutschmas mutmaßliche Beteiligung am Mord des Journalisten Heorhij Gongadse aufzeigten. Er engagierte sich stets dafür, dem Präsidentenamt zugunsten des Parlaments Macht zu entziehen. 2001 wurde er Sprecher des Bürgerkomitees zum Schutz der Verfassung „Ukraine ohne Kutschma“; im selben Jahr gründete er zusammen mit Wiktor Juschtschenko und Julija Tymoschenko das Forum zur nationalen Rettung (Форум національного порятунку). Während der Proteste nach den Präsidentschaftswahlen im Jahr 2004, bei denen er im ersten Wahlgang wieder auf den dritten Platz gekommen war, gehörte er zu den Hauptunterstützern Juschtschenkos und der orangen Revolution.
Nach den Parlamentswahlen 2006, bei denen keine Partei eine regierungsfähige Mehrheit erreicht hatte, schloss sich Moros mit seiner Partei SPU zunächst einem Bündnis aus der Präsidentenpartei Unsere Ukraine und dem Block Julija Tymoschenko (BJUT) an. Nach fast vier Monaten stieg er jedoch aus den Verhandlungen aus; als einer der Gründe gilt seine Ablehnung des von Juschtschenko verfolgten Plans eines NATO-Beitritts der Ukraine. Juschtschenko schlug im Anschluss nach einigem Zögern seinen ehemaligen Gegner Wiktor Janukowytsch zum Premierminister vor, der am darauffolgenden Tag vom Parlament bestätigt wurde.
Bei den Parlamentswahlen 2007 scheiterte die SPU an der Drei-Prozent-Hürde, so dass Moros sein Parlamentsmandat verlor. Trotz Rücktrittsforderungen, die kurz nach der Wahlniederlage aus den Reihen seiner Partei an ihn gerichtet wurden, wählte der XIII. Parteitag der SPU ihn im November 2007 erneut zum Parteivorsitzenden. Im Juli 2010 wurde der ukrainische Wirtschaftsminister Wassyl Zuschko, ein Vertrauter von Präsident Wiktor Janukowytsch, zum neuen Vorsitzenden der SPU gewählt.
Bei der Wahl von 2012 versuchte Moroz als unabhängiger Direktkandidat erneut ins Parlament einzuziehen, kam in seinem Wahlkreis jedoch mit knapp 12 % der Stimmen nur auf den dritten Platz.
Bei der Präsidentschaftswahl in der Ukraine 2019 kandidierte er erfolglos.

## Werke
- Kudy jdemo? („Wohin gehen wir?“ – Куди йдемо?... 1993)
- Wybir („Auswahl“ – Вибір, 1996)
- Tema dlja rosdumiw („Thema zum Nachdenken“ – Тема для роздумів, 1996)
- Doroha, s jakoji ne sijty („Straße ohne Ausweg“ – Дорога, з якої не зійти, 1999)
- Misch witschnymy poljussamy („Zwischen ewigen Polen“ – Між вічними полюсами, 1999)
- Pro semlju, Konstituziju i ne tilky („Über die Erde, die Verfassung und ...“ – Про землю, Конституцію і не тільки, 2000)
- Chronika odnoho slotschynu („Chronik eines Verbrechens“ – Хроніка одного злочину, 2001)

## Auszeichnungen
- „Held der Arbeit“
- Orden „Jaroslaw der Weise“ V. Klasse (№ 899, 1998, Annahme abgelehnt)
- Großkreuz des Ordens des Infanten Dom Henrique 1998